# نقش‌مایه (معماری)
موتیف یا نقش‌مایه، نشانه، عنصر، نقش، یا المانی ست که با خصلت تکرار شوندگی، به عنوان الگو و پیش فرض در اثر تجسمی، نقش سازی می کند و باعث ایجاد طرح یا تصویر می گردد.

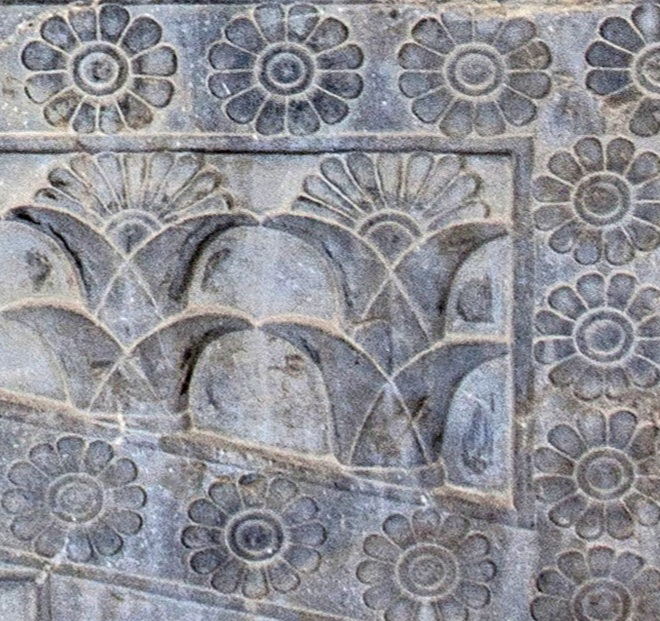
نقش مایه نیلوفر دوازده گلبرگ (لوتوس هخامنشی) در پرسپولیس

## تعریف و مختصات
در فرهنگ واژگان لانگمن با این مفهوم عام که «می‌تواند یکی از برجسته‌ترین ایده‌ها در اثر ادبی یا قسمتی از ایده اصلی باشد؛ و ممکن است یک نشانه مخصوص، یک تصویر مکرر، یا نمونه لفظی باشد» تعریف شده‌است. در زبان فارسی موتیف را بن‌مایه، نقش‌مایه یا درون‌مایه ترجمه کرده‌اند. این اصطلاح یکی از اصطلاحات کاربردی و متداول در ادبیات، هنر و مهندسی ست. اما در کاربری کنونی، نقش آفرینی و مشارکت کاربردی آن، در طراحی، نقاشی، معماری، و گرافیک بیش از ادبیات برجسته شده‌است.
برای بیان مفهوم موتیف می‌توان مهم‌ترین ویژگی آن را که به‌طور عام، خصلت برانگیزندگی، تکرارشوندگی، و قدرت نقش سازی ست را در نظر گرفت. موتیف در واقع الگویی ست تکرار شونده. اما در شرح و بسط آن در ردهٔ هنر و معماری، باید تأکید داشت که موتیف عنصری ست که به صورتی نامحسوس در اثر تکرار می‌شود تا مضمون اصلی یا theme را قابل تجسم‌تر و قوی‌تر سازد و نقش را در هم ببافد.
از سویی، درک موتیف، و ضرورت شناسایی آن در ادبیات ممکن است کمی دشوار باشد. همه نویسندگان، در عمل به نوعی موتیف را می‌شناسند و آن را به کار می‌گیرند. اما ممکن است که برخی از آنان به ذات با تئوری آن آشنا نباشند. در ادبیات، موتیف را می‌توان تصویری دانست که بدون الحاق توضیحات اضافی، برای درک و انتقال معنای مورد نظر نویسنده به ایجاد متن یاری می‌رساند. با این وصف درک معنای موتیف در نقاشی و موسیقی احتمالاً ساده‌تر خواهد بود. در بیان موسیقایی، رشته‌ای از نت‌ها در سراسر هر قطعه آهنگ تکرار می‌شوند و به نحوی ریتم و ضربآهنگ موسیقی را می‌سازند. در نقاشی نیز، طرح‌هایی کوچکتر ممکن است تکرار شوند، یا به هم بپیوندند، تا در کلیت یک طرح اصلی و حتی بزرگتر بسازند. بر مبنای این الگوواره، برخی آثار نقاشی شرقی و اسلامی غالباً با استفاده از تکرار موتیف ساخته می‌شوند. تکرار طرح بته جقه (Paisley) در آثار طراحی و نقاشی شرقی، نقشی اصلی و پرکاربرد است و مبین همین مثال در نظر گرفته می‌شود. برای بیان ساده الگو و بن مایه ایی مشابه در معماری، تکرار شکل محراب یا ایوان، که در اصطلاح به آن مقرنس می‌گویند، ساده‌ترین شکل الگوسازی در معماری ست. موتیف‌ها در معماری، نوعی کهن‌الگو نیز به‌شمار می‌آیند.

## در معماری کلاسیک
در معماری کلاسیک و باستان، تعریف موتیف، الگویی تکرار شونده و جدایی ناپذیری از کلیت اثر معماری بوده‌است، که در ستون‌ها، سر ستون‌ها، کتیبه‌ها، سنتوری‌ها، برج و باروها، و حتی در نقوش منبسط بر روی دیوارها رسم و اجرا شده‌است. در حقیقت موتیف‌ها در معماری، الگوهایی رایج هستند که زبان بصری و تصویری نوعی فرهنگ به‌شمار می‌آیند که از سلسه ارزش‌هایی استنباط و استخراج شده‌اند. ارزش‌هایی همانند مذاهب، آیین‌ها، عقاید، تفکرات، باورها، فرهنگ‌ها، محیط، و اقلیم.

## در معماری ایرانی
اسلیمی یا همان ساقه گیاه پر پیچ و خم که به عنوان درختی از بهشت یا درخت زندگی نیز شناخته می‌شود، از آن دسته موتیف‌هایی ست که ریشه ایی کهن در الگو سازی شرقی داشته‌است، و قسمت‌هایی جدا ناشدنی از معماری ایرانی به آن آمیخته و آویخته‌است. البته باید یادآور بود که برخی از الگوهای ایرانی همانند گره‌ها و اسلیمی‌ها، ریشه در موتیف‌های هند دارند و بعدها با الحاقاتی از نمادهای اسلامی درآمیخته اند. اما الگو و نماد گل_مرغ یکی از اصیل‌ترین، کهن‌ترین، و غنی‌ترین الگوها و بن مایه‌های معماری سازی ایرانی به‌شمار می‌آید، که در بسیاری از کاخ‌های دوره صفوی به کرات به عنوان الگویی تکرار پذیر به کار برده شده‌است. اشکالی همانند گل‌های لوتوس (نیلوفرهای هخامنشی)، طرح حلزونی یا اسپیرال، چلیپا، شمسه، بته جقه، سرباز، قو، برگ، طاووس، مرغک، پر، طوطی، فیل، قوچ، بز، ماهی، گل و برخی طرح‌های گیاهی و هندسی از الگوها و موتیف‌های متداول هستند که در معماری بسیاری معابد، مساجد، کلیساها، پلازاها، کاخ‌ها، کوشک‌ها، و برج و باروها به کار رفته‌اند. از سوی دیگر زنجیره یا میاندر یونانی، از نمادها و نقوش بسیار پرتکرار در معماری کلاسیک باستان است. به‌طوری که موتیف زنجیر یا زنجیره، به کرات در معماری یونانی و در طراحی کاخ‌ها نقش آفرینی کرده‌است. نقش برگ کنگر، موتیف دندانه ای، شیارهای قاشقی یا راه راه، مهره و حلقه، حلزونی یا مارپیچ، نماد شیر و شیر بالدار، و اسب بالدار از دیگر نمادها و موتیف‌های مهم یونانی در خلق آثار معماری و هنرهای تجسمی هستند. از کهن الگوهای ایرانی در طرح زنی معماری ایرانی و موتیف سازی، می‌توان از الگوهای اسلیمی، ختایی، فرنگی، نیلوفر، ابر، واق، چلیپا، بند رومی (گره چینی)، تذهیب، شمسه، لچک ترنج، گل و مرغ، انواع بافت، حاشیه و کادر نام برد.
این موتیف‌ها، نمادهایی با ریشه و مضامین مذهبی، اساطیری و آیینی هستند و غیر از معماری در بسیاری از عناصر و آثار تزیینی از جمله پارچه‌ها، دیوارپوش‌ها، کف پوش‌ها، نگارگری، مجسمه‌سازی، نقاشی، سفالگری، و حتی قالی بافی به کار می‌روند.